# Chappell (månekrater)
Chappell er et nedslagskrater på Månen. Det befinder sig på den nordlige halvkugle på Månens bagside og er opkaldt efter den amerikanske astronom James F. Chappell (1891 – 1964).
Navnet blev officielt tildelt af den Internationale Astronomiske Union (IAU) i 1970.

## Omgivelser
Chappell ligger nord for krateret Debye.

## Karakteristika
Krateret ligger i et område af måneoverfladen, som er stærkt ramt af nedslag, og der ligger mange små kratere over meget af dets ydre rand. Især er den nordlige rand blevet næsten helt udraderet, men små kratere ligger også over randen mod nordvest og sydøst. Den tilbageværende kraterrand danner en afrundet og noget uregelmæssig kant mod kratersænkningen.
I modsætning hertil er kraterbunden bemærkelsesværdigt lidt ramt af nedslag, bortset fra nogle få småkratere. Den indre overflade er mere jævn og karakterløs end det forrevne terræn, som omgiver krateret. Nær kraterbundens midte er der en lav og afrundet central højderyg.

## Satellitkratere
De kratere, som kaldes satellitter, er små kratere beliggende i eller nær hovedkrateret. Deres dannelse er sædvanligvis sket uafhængigt af dette, men de får samme navn som hovedkrateret med tilføjelse af et stort bogstav. På kort over Månen er det en konvention at identificere dem ved at placere dette bogstav på den side af satellitkraterets midte, som ligger nærmest hovedkrateret. Chappellkrateret har følgende satellitkratere:
| Chappell | Længde  | Bredde   | Diameter |
| -------- | ------- | -------- | -------- |
| E        | 55,8° N | 171,5° V | 59 km    |
| T        | 54,8° N | 178,9° Ø | 28 km    |

## Måneatlas
- Billeder af Chappellkrateret i LPI-måneatlasset